# Emmanuel Le Maout
Jean-Emmanuel-Marie Le Maout (Guingamp, 29 de dezembro de  1799 — Paris, 23 de junho de 1877) foi um médico, naturalista e botânico francês.

## Biografia
Em 1842,  diplomou-se  em medicina e,  voltou-se  para o estudo  e o ensino  das  ciências naturais na Faculdade de Medicina.  Tornou-se demonstrados na faculdade, e abriu cursos particulares de literatura e história natural.
Foi condecorado com a Legião de Honra em 12 de agosto de  1869. 

## Obras
- Le Jardin des Plantes (1842, 2 vol. in-8), com Louis Couailhac (1810-1885) e Pierre Bernard (1810-1876)
- Cahiers de physique, de chimie et d'histoire naturelle (1841, in-4)
- Leçons analytiques de lecture à haute voix (1842, in-8;  nova edição, 1856)
- Leçons élémentaires de botanique,  precedida de  Spécimen, em 1843 (2 partes, com 500 gravuras, 1845, 3ª edição, 1867)
- Atlas élémentaire de botanique (1848, 1684 ),
- Les Mammifères et les Oiseaux (1851-1854, 2 vol. gr. in-8, ),
- Flore élémentaire des jardins et des champs (1855, in-18, 2ª edição , 1865)
- Traité général de botanique (1867, in-4, 5 500 figuras)  com Joseph Decaisne (1807-1882).
- Les Trois Règnes de la Nature Tournefort Linné Jussieu (Curmer, 1851).